# Tenthredo marginella

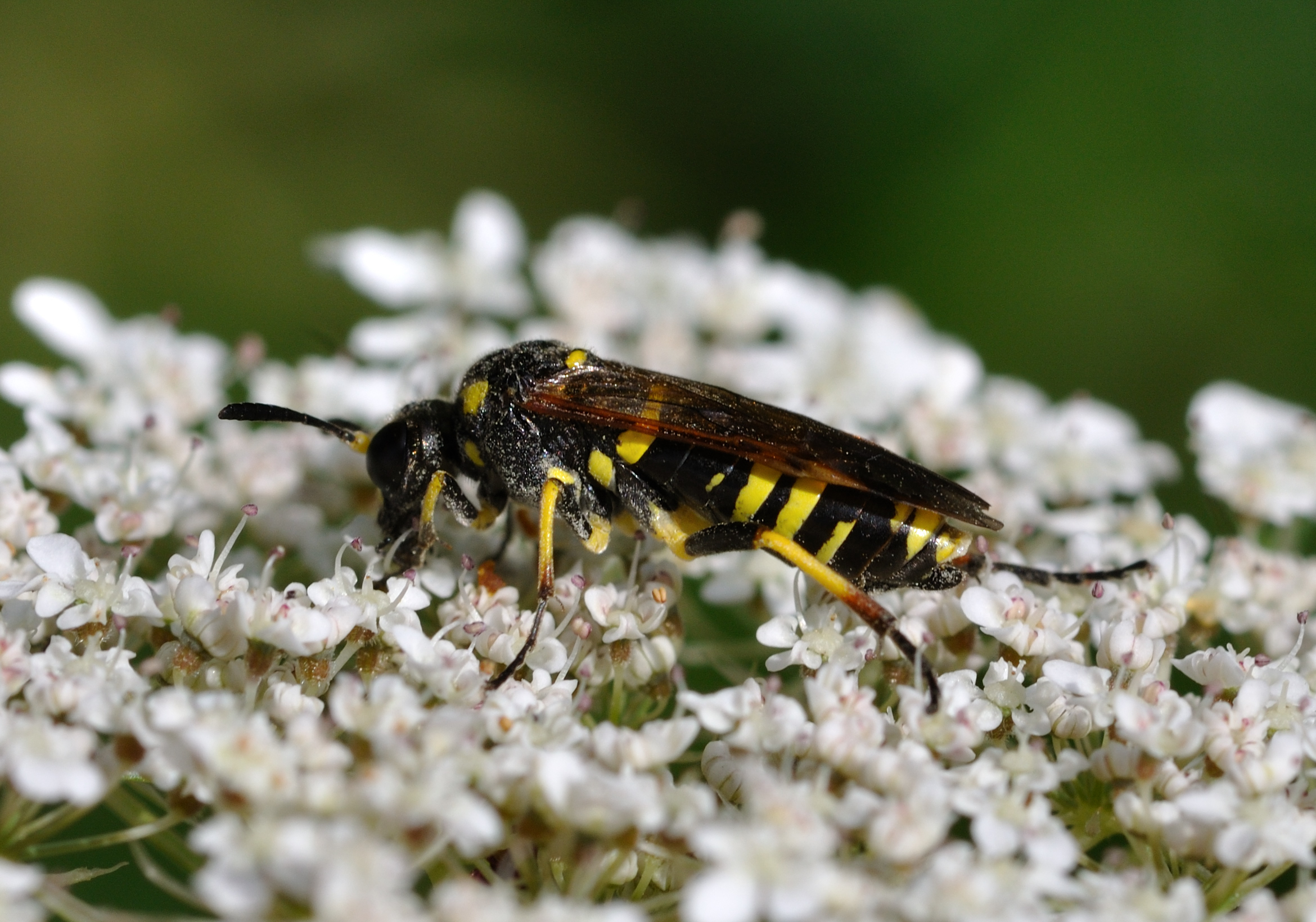
Seitenansicht

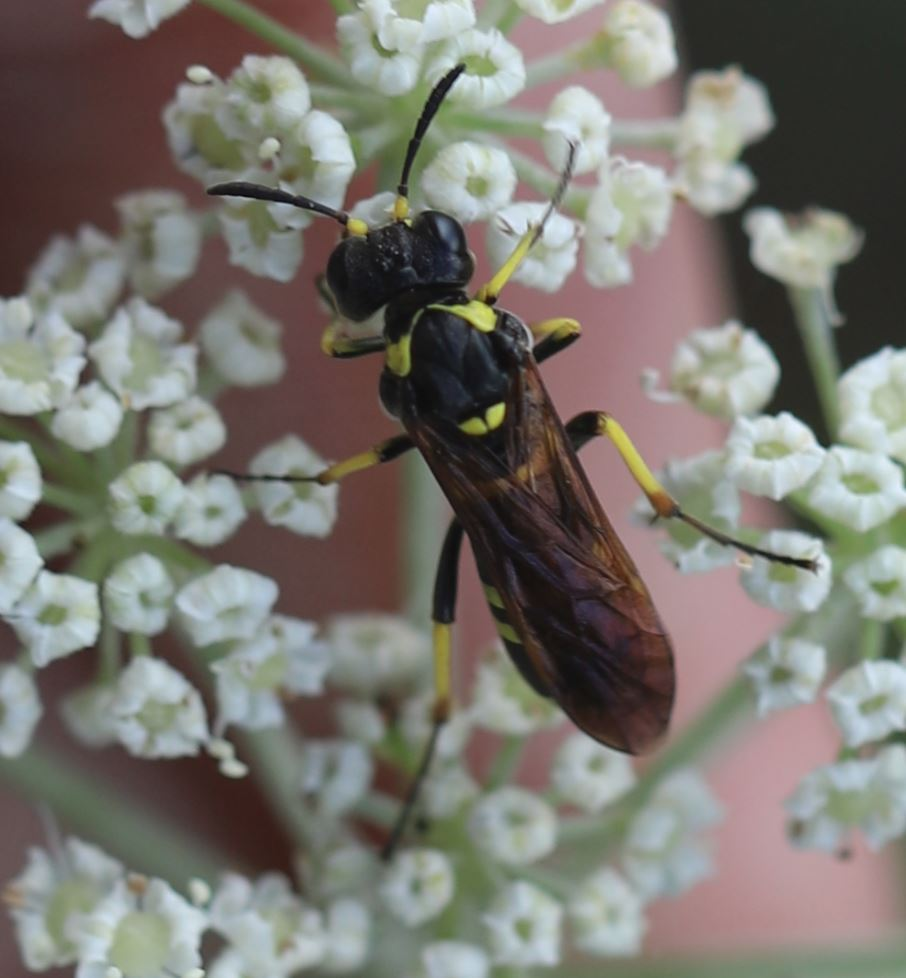
Dorsalansicht

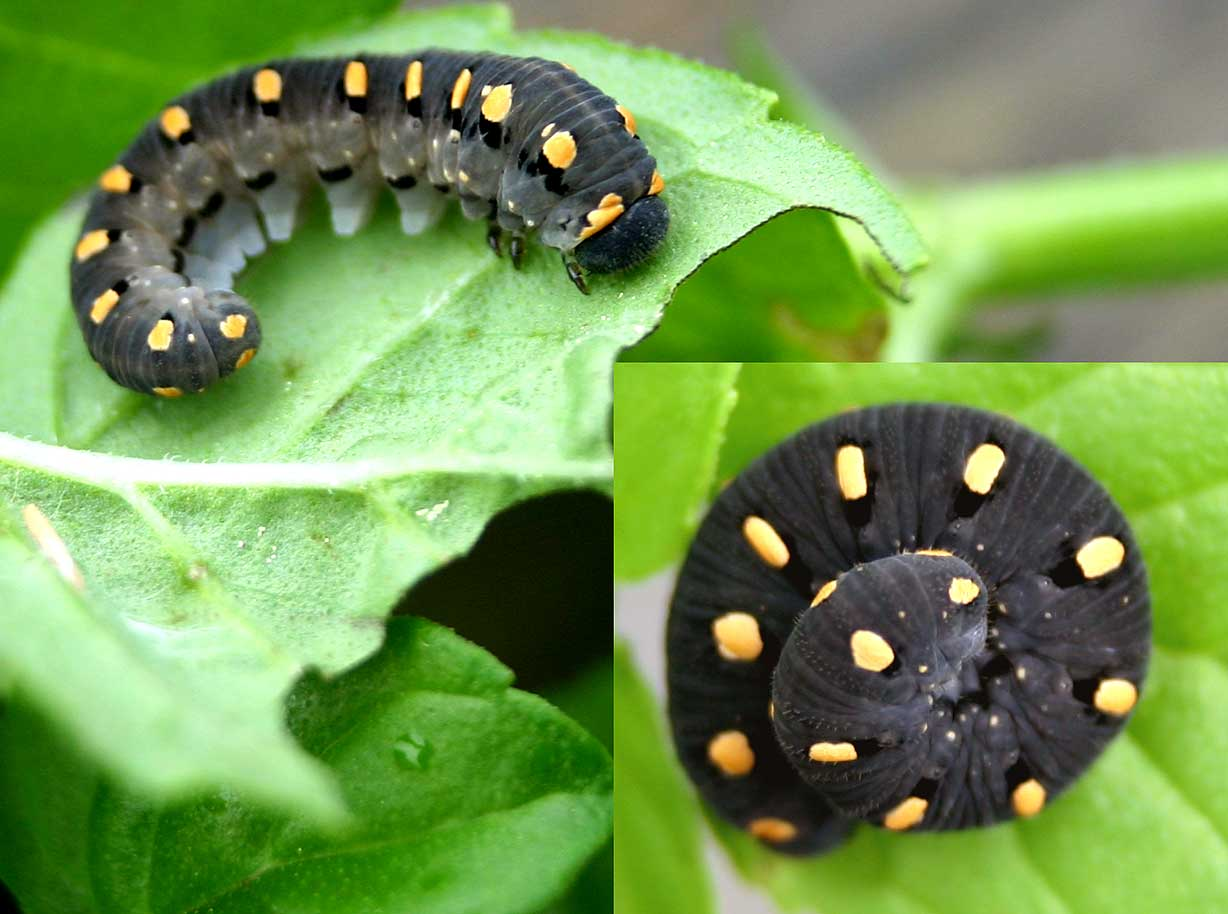
Larven von Tenthredo marginella

Tenthredo marginella ist eine Art aus der Familie der Echten Blattwespen (Tenthredinidae).

## Aussehen
Tenthredo marginella ist eine schwarzgelbe Blattwespe. Sie erreicht eine Körpergröße von 9–12 mm. Kopf und Rumpf sind überwiegend schwarz. Der Kopfschild und die Unterseite der Mandibeln sind gelb. Die Fühler sind 9-gliedrig. Das unterste Fühlerglied ist gelb, während die restlichen schwarz sind. Der Hinterleib ist schwarz mit einem gelben Streifen am ersten, vierten und fünften Tergit. Die Beine sind hauptsächlich gelb gefärbt.
Es gibt eine ähnlich Blattwespenart – Tenthredo thompsoni, die auf Bildern nicht von Tenthredo marginella zu unterscheiden ist.
Die Larven von Tenthredo marginella sind dunkelblau-grau gefärbt. An jedem Körpersegment befindet sich seitlich ein großer gelber Fleck, der unten und oben von einem kleineren schwarzen Fleck eingerahmt wird.

## Vorkommen
Das Verbreitungsgebiet von Tenthredo marginella erstreckt sich von Südeuropa über Mitteleuropa, Nordafrika, den Kaukasus bis nach Zentralasien.
Die Art bevorzugt als Habitat Feuchtwiesen.

## Lebensweise
Die Flugzeit der Blattwespen reicht bis Ende August.
Danach, in den Monaten September bis November, können die Larven auf ihren Futterpflanzen beobachtet werden. Sie ernähren sich von Minzen (Mentha), Dost (Origanum), Wegerichen (Plantago) und Salbei (Salvia).

## Taxonomie
Aus der Literatur sind folgende Synonyme bekannt:
- Tenthredo succincta Audinet-Serville, 1823